# 주오구 (니가타시)
주오구(일본어: 中央区)는 일본 니가타현 니가타시의 행정구이다. 니가타시의 중심지이며 8개 구 중에 인구가 가장 많다.
니가타시의 주오 지구, 히가시 지구, 미나미 지구, 이시야마 지구의 일부를 통합하여 만들었다. 주오구에는 시청, 현청 등 현의 기관 외에 중앙정부의 행정 기관도 많이 있다. 또 니가타현의 텔레비전 방송국, 라디오 방송국 등 총 7개국이 모두 주오구에 있다. 니가타역을 중심으로 퍼지는 니가타 시가지의 중심부에 있고 후루마치, 반다이 시티 등의 시 중심 번화가도 주오구에 있어 대체적으로 현 전체의 경제 중심지가 되고 있다. 또한 주니가타 대한민국 총영사관이 있는 곳이기도 하다.

## 지리
북쪽은 동해와 접하고 동쪽은 시나노강을 경계로 히가시구, 남쪽은 니혼카이토호쿠 자동차도를 경계로 고난구, 서쪽은 시나노강과 그 지류의 세키야 분수로를 경계로 니시구와 접한다.
시나노강은 세키야 분수로와의 분기점에서 구를 횡단해 동해로 흘러 들어간다. 해안가는 비교적 고도가 높지만 이외에는 평탄하다. 동해에 접하고 세키야 분수로와 시나노강에 둘러싸인 지역은 "니가타섬"이라고 불린다.

## 역사
옛 눗타리정의 중심부는 오늘날 주오구의 구역에 해당하며 눗타리정은 1914년에 니가타시와 편입해 소멸하였다. 2007년 4월 1일에 니가타시가 정령지정도시로 지정되면서 주오구가 설치되었다.

## 교통

### 철도
- 동일본 여객철도
  - 조에쓰 신칸센
  - 신에쓰 본선
  - 하쿠신선
  - 에치고선

### 도로
- 국도 7호선
- 국도 8호선
- 국도 17호선
- 국도 49호선
- 국도 113호선
- 국도 116호선
- 국도 289호선
- 국도 345호선
- 국도 350호선
- 국도 402호선
- 국도 403호선
- 국도 459호선